# Alessandro Ballan
Alessandro Ballan (Castelfranco Veneto, 1979. november 6. –) olasz profi kerékpáros. 2008-ban ő nyerte az országúti-világbajnokságot Varese-ben. 2014 januárjában visszavonult a versenyzéstől.

## Eredményei
| 2005 1., 4. szakasz - Eneco Tour of Benelux 2., összetettben - Driedaagse De Panne - Koksijde 1., 1. szakasz 3. - Classic Haribo 6. - Ronde van Vlaanderen 7. - Olasz országúti bajnokság - Időfutam-bajnokság 2006 1. - Trofeo Laigueglia 2. - E3 Prijs Vlaanderen - Harelbeke 3. - Párizs–Roubaix 3., összetettben - Tirreno - Adriatico 3., összetettben - Tour de Pologne 4. - Milano - Torino 4. - Olasz országúti bajnokság - Mezőnyverseny 5. - Ronde van Vlaanderen 8. - Milánó–Sanremo 2007 1. - Vattenfall Cyclassics 1. - Ronde van Vlaanderen 1., összetettben - Driedaagse De Panne - Koksijde 4. - Clásica de San Sebastián 5., összetettben - Tour de Pologne 1., 1. szakasz (Csapatidőfutam) 8. - Firenze - Pistoia 9. - Coppa Sabatini 2008 1., Országúti-világbajnokság - Férfi mezőnyverseny 1., 7. szakasz Vuelta a Espańa 2. - Monte Paschi Eroica 2. - GP Ouest France - Plouay 3. - Párizs–Roubaix 4. - Ronde van Vlaanderen 4. - Coppa Bernocchi 7., összetettben - Driedaagse De Panne - Koksijde 7. - Giro del Piemonte 8., Olasz országúti bajnokság - Mezőnyverseny | 2009 1., összetettben - Tour de Pologne 1., 5. szakasz 3., összetettben - Giro di Sardegna 5. - Trofeo Laigueglia 2010 3., Olasz országúti bajnokság - Mezőnyverseny 5., összetettben - Tour de Pologne 6. - Grand Prix Cycliste de Québec 10. - Grand Prix Cycliste de Montréal 2011 2. - Montepaschi Strade Bianche 4. - Milánó–Sanremo 6. - Párizs–Roubaix 7. - Trofeo Laigueglia 8. - Olasz országúti bajnokság - Mezőnyverseny |

## Grand Tour eredményei
| Grand Tour | 2006 | 2007 | 2008    | 2009    | 2010 | 2011 | 2012 |
| ---------- | ---- | ---- | ------- | ------- | ---- | ---- | ---- |
| Giro       | -    | -    | -       | -       | -    | -    |      |
| Tour       | 67   | 88   | 94      | 95      | 87   | -    |      |
| Vuelta     | -    | -    | feladta | feladta | -    | -    |      |